# روكي فريتاس
روكي فريتاس (بالإنجليزية: Rocky Freitas)‏ هو لاعب كرة قدم أمريكية أمريكي، ولد في 7 سبتمبر 1945 في كايلو (هاواي) في الولايات المتحدة.

## وصلات خارجية
- روكي فريتاس على موقع مرجع كرة القدم المحترفة.كوم (الإنجليزية)
- روكي فريتاس على موقع قاعة هاواي للمشاهير الرياضية (مؤرشف) (الإنجليزية)